# ریچارد دی زانوک
ریچارد داریل زانوک (به انگلیسی: Richard Darryl Zanuck) (زاده ۱۳ دسامبر ۱۹۳۴ - درگذشته ۱۳ ژوئیه ۲۰۱۲) تهیه‌کننده برنده جایزه اسکار و خالق تعدادی از فیلم‌های ماندگار هالیوود همچون آرواره‌ها و رانندگی برای خانم دیزی بود.

## زندگی‌نامه
«ریچارد زانوک» فرزند «داریل اف. زانوک» سرمایه‌دار بزرگ شرکت فیلمسازی «فاکس»، در فیلم‌هایی چون «سیاره میمون‌ها» در سال ۲۰۰۱، «آلیس در سرزمین عجایب» در سال ۲۰۱۰ و همچنین «سایه‌های تاریک» با تیم برتون کارگردان سرشناس هالیوود همکاری داشت.
آقای زانوک در سال ۱۹۹۰ موفق به کسب جایزه اسکار برای فیلم «رانندگی برای خانم دیزی» شد. آقای زانوک این جایزه اسکار را به همراه همسرش، لیلی فینی زانوک که در تهیه‌کنندگی این فیلم با او همکاری کرده بود، دریافت کرد.
آقای زانوک در سال ۱۹۹۱ توانست جایزه یادبود «ایروینگ تالبرگ» را از آکادمی علوم و هنرهای سینمایی دریافت کند.

"استیون اسپیلبرگ"، کارگردان فیلم کلاسیک "آرواره‌ها" در سال ۱۹۷۵، از ریچارد زانوک به عنوان یک کارگردان ـ تهیه‌کننده یاد کرده و دربارهٔ دوست خود گفته‌است: 
"آقای زانوک سنگ زیربنای صنعت سینما بود."
به گزارش ورایتی، تیم برتون نیز به تأثیر بسزایی که زانوک هنگام ساخت فیلم چارلی و کارخانه شکلات‌سازی در سال ۲۰۰۵ داشته اشاره کرده و از زانوک به عنوان فردی خوش‌بین و پرشور یاد کرده‌است.
ریچارد زانوک و همسرش لیلی فینی زانوک که در تهیه‌کنندگی فیلم رانندگی برای خانم دیزی با هم همکاری کردند
والدین ریچارد زانوک، داریل اف. زانوک شخصیت بزرگ و صاحب نفوذ سینم و ویرجینیا فاکس هنرپیشه سرشناس بودند.
بعد از اینکه پدرش او را به سرپرستی بخش تولید کمپانی فاکس قرن بیستم گماشت، ریچارد مدیریت و سرپرستی برخی فیلم‌های ماندگار کلاسیک دنیای سینما، مانند «اشک‌ها و لبخندها» و «بوچ کسیدی و ساندنس کید» را برعهده گرفت.
فیلم کلاسیک و موزیکال اشک‌ها و لبخندها بعد از اینکه در ایران دوبله شد، توفیقی مضاعف کسب کرد. این فیلم به دلایل مختلف که دوبله شاخص، از جمله آنهاست در ایران در میان نسل‌های مختلف مخاطبان بسیار زیادی داشته و دارد.
اشک‌ها و لبخندها که در سال نمایش خود موفق شد رکورد فروش تاریخ سینما را تا زمان خود بشکند، نامزد ده جایزه اسکار شد و پنج جایزه اسکار گرفت.
این فیلم در ایران با مدیریت علی کسمایی دوبله شد.
کمی بعد از مدیریت چند پروژه بزرگ موزیکال، ریچارد زانوک تصمیم گرفت کمپانی سینمایی خودش را راه‌اندازی کند. پدرش او را از کمپاین فاکس بیرو کرد و ریچارد زانوک بیشتر زندگی کاری خود را به عنوان یه تهیه‌کننده مستقل سینما فعالیت کرد.
آقای اسپیلبرگ می‌گوید که هر چه دربارهٔ تولید فیلم می‌داند از ریچارد زانوک فرا گرفته‌است. به گفته‌استیون اسپیلبرگ او به حرفه‌اش بسیار وفادار بود و برای کارگردانانی که با او همکاری داشت با چنگ و دندان می‌جنگید و از آن‌ها حمایت می‌کرد.
«ریچارد زانوک»، در سن ۷۷ سالگی و به دلیل حمله قلبی در خانه‌اش در بورلی هیلز درگذشت.

## بخشی از فیلم‌شناسی

رانندگی برای خانم دیزی

| سال  | فیلم                       | توضیحات                      |
| ---- | -------------------------- | ---------------------------- |
| ۱۹۵۹ | اجبار                      |                              |
| ۱۹۶۱ | بست                        |                              |
| 1962 | The Chapman Report         |                              |
| ۱۹۶۵ | اشک‌ها و لبخندها            | Executive producerUncredited |
| ۱۹۷۳ | سسسسسسس                    | Executive producer           |
| ۱۹۷۳ | نیش                        | Executive producerUncredited |
| 1974 | Willie Dynamite            |                              |
| 1974 | شوگرلند اکسپرس             |                              |
| 1974 | آسیاب بادی سیاه            | Executive producer           |
| 1974 | The Girl from Petrovka     |                              |
| ۱۹۷۵ | تحریم آیگر                 | Executive producer           |
| ۱۹۷۵ | آرواره‌ها                   |                              |
| ۱۹۷۷ | مک‌آرتور                    | Executive producer           |
| ۱۹۷۸ | آرواره‌ها ۲                 |                              |
| ۱۹۸۰ | جزیره                      |                              |
| 1981 | Neighbors                  |                              |
| ۱۹۸۲ | حکم                        |                              |
| ۱۹۸۵ | پیله                       |                              |
| ۱۹۸۵ | Target                     |                              |
| 1988 | Cocoon: The Return         |                              |
| ۱۹۸۹ | رانندگی برای خانم دیزی     |                              |
| ۱۹۹۱ | راش                        |                              |
| 1992 | Rich in Love               |                              |
| 1994 | Clean Slate                |                              |
| ۱۹۹۵ | بیل وحشی                   |                              |
| 1996 | Mulholland Falls           |                              |
| 1996 | واکنش زنجیره‌ای             | Executive producer           |
| ۱۹۹۸ | تأثیر عمیق                 |                              |
| ۱۹۹۹ | جرم واقعی                  |                              |
| ۲۰۰۰ | مقررات درگیری              |                              |
| ۲۰۰۱ | سیاره میمون‌ها              |                              |
| ۲۰۰۲ | سلطنت آتش                  |                              |
| ۲۰۰۲ | جاده‌ای به‌سوی تباهی         |                              |
| ۲۰۰۳ | ماهی بزرگ                  |                              |
| ۲۰۰۵ | چارلی و کارخانه شکلات‌سازی  |                              |
| ۲۰۰۷ | آرایشگر شیطانی خیابان فلیت |                              |
| ۲۰۰۸ | مرد بله‌گو                  |                              |
| ۲۰۱۰ | آلیس در سرزمین عجایب       |                              |
| ۲۰۱۰ | برخورد تایتان‌ها            | Executive producer           |
| ۲۰۱۲ | سایه‌های سیاه               | Final film as a producer     |
| ۲۰۱۴ | مالفیسنت                   | Posthumous credit            |
| ۲۰۱۵ | Hidden                     | Posthumous creditUncredited  |

Production manager
| سال  | فیلم              | توضیحات                                     |
| ---- | ----------------- | ------------------------------------------- |
| ۱۹۷۰ | تورا! تورا! تورا! | Executive in charge of productionUncredited |

تشکر
| سال  | فیلم                | توضیحات                         |
| ---- | ------------------- | ------------------------------- |
| ۲۰۱۴ | هتل بزرگ بوداپست    | Special thanks: Our old friends |
| ۲۰۱۴ | اسکوبار: بهشت گمشده | In loving memory of             |